# 1310er
Portal Geschichte | Portal Biografien | Aktuelle Ereignisse | Jahreskalender | Tagesartikel

◄ |
13. Jh. |
14. Jahrhundert
| 15. Jh. | ►

◄ |
1280er |
1290er |
1300er |
1310er
| 1320er | 1330er | 1340er | ►

1310 |
1311 |
1312 |
1313 |
1314 |
1315 |
1316 |
1317 |
1318 |
1319

## Ereignisse
- 1315, 30. April: Der frühere Kammerherr des verstorbenen Königs Philipp IV. von Frankreich, Enguerrand de Marigny, wird auf Betreiben von Karls von Valois wegen verschiedener Vorwürfe, unter anderem der Zauberei, am Galgen hingerichtet und sein Leichnam zwei Jahre hängen gelassen. 1317 wird er rehabilitiert.
- 1319: Unter König Magnus Eriksson werden Schweden und Norwegen vereint.